# Zamieszki etniczne w południowym Kirgistanie (2010)
Zamieszki etniczne w południowym Kirgistanie w 2010 roku – zamieszki na tle etnicznym, jakie wybuchły 10 czerwca 2010 na południu Kirgistanu między społecznością kirgiską a uzbecką. Krwawe starcia dwóch nacji trwały kilka dni i spowodowały śmierć setek osób, głównie Uzbeków, grabież ich majątku i masowe ucieczki z miejsca zamieszkania.
Zamieszki rozpoczęły się mieście Osz i wkrótce rozprzestrzeniły się na cały obwód oszyński i dżalalabadzki. Rząd tymczasowy, który objął władzę w wyniku rewolucji w kwietniu 2010, początkowo nie radził sobie z powstrzymaniem przemocy i wystąpił z apelem o przysłanie zagranicznej pomocy wojskowej i humanitarnej. O inspirowanie zamieszek oskarżył zwolenników obalonego prezydenta Kurmanbeka Bakijewa, czemu ten zaprzeczył.
W wyniku kilkudniowych zamieszek według oficjalnych źródeł zginęły co najmniej 893 osoby, ok. 2 tys. zostało rannych, a 375–400 tys. opuściło swoje domostwa. Jednak, co przyznały same władze, rzeczywista liczba ofiar śmiertelnych mogła przekroczyć 2 tysiące osób. Społeczność międzynarodowa, obok apeli o przywrócenie pokoju i udzielenia pomocy humanitarnej, podjęła decyzję o wysłaniu do Kirgistanu misji policyjnej.

## Geneza wydarzeń

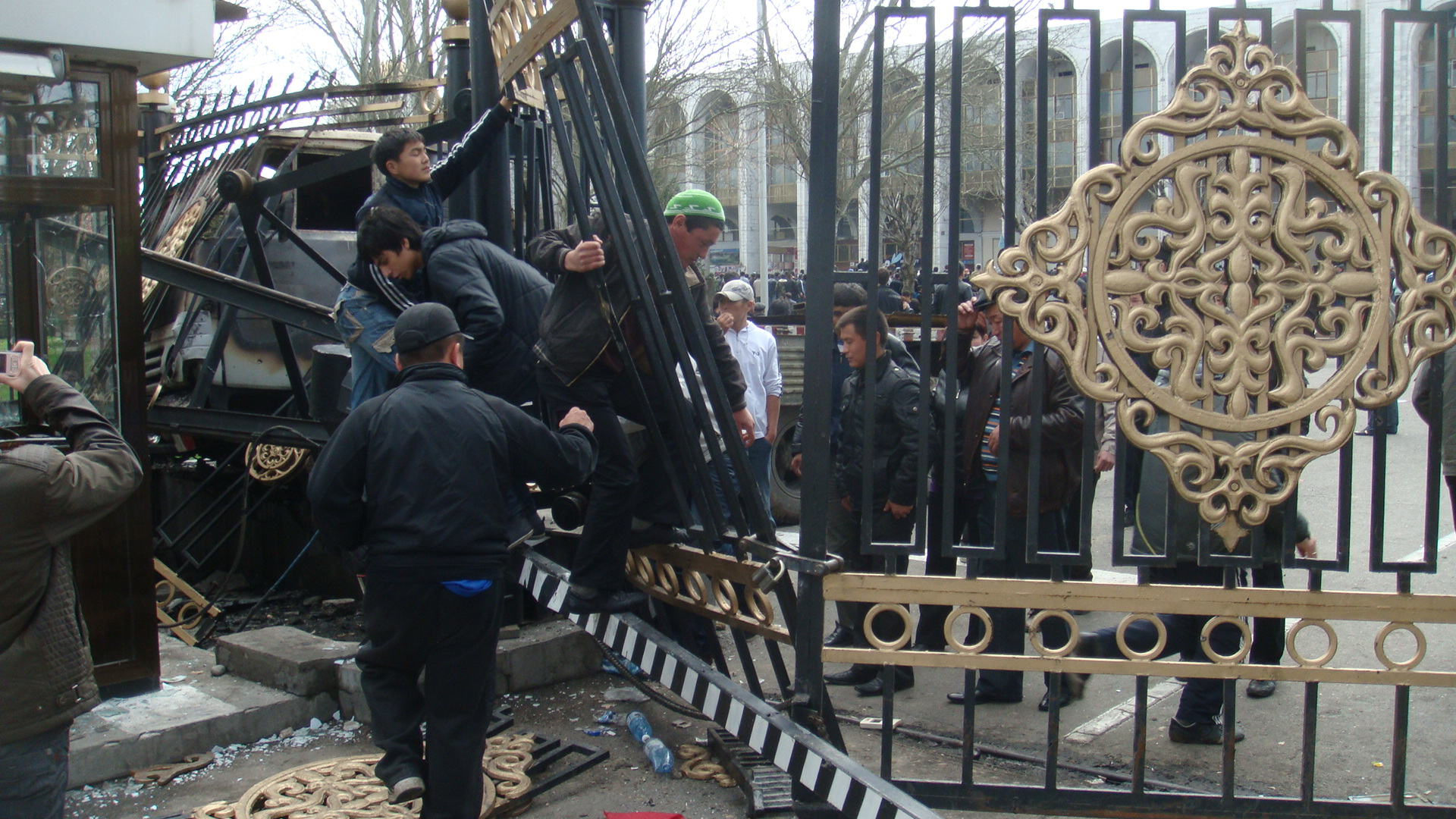
Szturm na pałac prezydencki w kwietniu 2010

6 kwietnia 2010 w Kirgistanie doszło do wybuchu antyrządowych zamieszek, które w kolejnych dniach objęły największe miasta w kraju. Protestujący występowali przeciwko autorytarnej polityce prezydenta Kurmanbeka Bakijewa, który sam doszedł do władzy w wyniku tulipanowej rewolucji w 2005 r. W wyniku protestów i szturmu na swoją siedzibę prezydent zmuszony był opuścić stolicę i udać się na południe kraju, skąd pochodził i gdzie posiadał największe poparcie wśród ludności. Początkowo nie chciał zrezygnować z władzy i próbował mobilizować swoich zwolenników w regionie. Jednak pod naciskiem nowych władz i międzynarodowej presji 15 kwietnia 2010 pisemnie zrzekł się władzy i poprzez Kazachstan udał się na Białoruś. Rządy w kraju przejęła opozycja na czele z Rozą Otunbajewą, która ogłosiła organizację referendum w sprawie zmiany konstytucji wprowadzającej parlamentarny system rządów, a następnie przeprowadzenie wyborów parlamentarnych i prezydenckich.
Jednym z głównych wyzwań stojących przed rządem Otunbajewy było przywrócenie pokoju i zagwarantowanie bezpieczeństwa na terenie całego państwa, a zwłaszcza w jego południowej części. Południe kraju, stanowiące teren tradycyjnych wpływów obalonego prezydenta Bakijewa, zamieszkane było dodatkowo przez ludność pochodzenia uzbeckiego, co w przeszłości stanowiło przyczynę wybuchu krwawych starć na tle etnicznym. Spośród 5,3 mln mieszkańców kraju Kirgizi stanowią 69,6% jego ludności, podczas gdy Uzbecy 14,5%, a Rosjanie 8,4%. Jednak w południowych obwodach dżalalabadzkim i oszyńskim ci drudzy stanowią odpowiednio 40% i 50% mieszkańców. Do szczególne gwałtownych starć między społecznością kirgiską i uzbecką doszło w 1990 r., tuż przed rozpadem ZSRR. Zginęło wówczas co najmniej 300 osób, a tysiące zostało rannych. Konflikt zakończony został dopiero dzięki interwencji radzieckich wojsk.

## Pierwsze starcia (maj 2010)

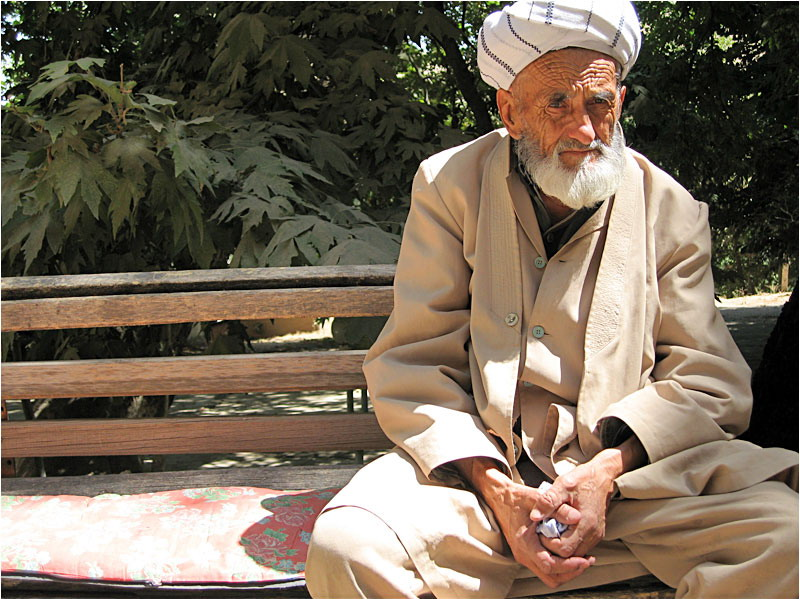
Przedstawiciel uzbeckiej grupy etnicznej

19 maja 2010, kilka dni po starciach zwolenników i przeciwników Bakijewa, w Dżalalabadzie doszło do pierwszej na dużą skalę konfrontacji dwóch społeczności. W wyniku zamieszek zginęły 2 osoby, a 74 zostały ranne. Przemoc rozpoczęła się od ataku Kirgizów na uzbecki Uniwersytet Przyjaźni Ludowej, a następnie przeniosła się na centralne ulice miasta. Kirgizi oskarżyli lidera społeczności uzbeckiej, Kadyrana Batyrowa, o nawoływanie do utworzenia w Kirgistanie autonomicznego regionu uzbeckiego. P.o. prezydenta Roza Otunbajewa potępiła wszelkie próby podżegania do przemocy i szerzenia niezgody, szczególnie między Uzbekami a Kirgizami. Rząd wprowadził w obwodzie dżalalabadzkim obowiązujący do 1 czerwca 2010 stan wyjątkowy oraz godzinę policyjną od 22:00 do 6:00. Otunbajewa o podżeganie do starć oskarżyła zwolenników byłego prezydenta Bakijewa.

## Wybuch zamieszek i pierwsze reakcje
Wieczorem 10 czerwca 2010 do wybuchu kolejnych, znacznie gwałtowniejszych zamieszek między Kirgizami a Uzbekami doszło w mieście Osz. Społeczność kirgiska zaatakowała uzbecką dzielnicę Czeriomuszki, podpalając domy mieszkalne, restauracje i sklepy. Na ulicach miasta pojawiły się barykady, doszło do walk z użyciem broni palnej, koktajli Mołotowa, pałek, kijów i metalowych prętów. Według doniesień prasowych początkowym i bezpośrednim powodem wybuchu przemocy mogła być walka i konflikt między rywalizującymi gangami. Walki trwały całą noc i rankiem 11 czerwca 2010 rozszerzyły się na dalsze rejony Oszu. Według Ministerstwa Zdrowia do wieczora 11 czerwca zginęło co najmniej 46 osób, a prawie 650 zostało rannych, spośród których niemal 420 wymagało hospitalizacji.
Władze w odpowiedzi na starcia wprowadziły 11 czerwca 2010 stan wyjątkowy w Osz i kilku pobliskich dystryktach oraz wysłały wojska i pojazdy opancerzone w rejon konfliktu. Otunbajewa wezwała obywateli do zachowania powściągliwości i nieuleganiu prowokacjom. Stwierdziła, że odpowiedzialni za przemoc „próbują zdestabilizować Kirgistan i wrzucić go w wir walk i konfliktów”. Zaniepokojenie przemocą w Kirgistanie wyraziła społeczność międzynarodowa. Szefowa dyplomacji UE Catherine Ashton wezwała kirgiski rząd do „przywrócenia porządku publicznego na drodze prawnej”. OBWE w wydanym komunikacie stwierdziła, że przemoc w Osz pokazuje, że kraj „pozostaje daleki od stabilnego”. Prezydent Rosji Dmitrij Miedwiediew zaapelował o szybkie zakończenie niepokojów i stwierdził, że OUBZ nie podejmie interwencji w Kirgistanie, gdyż zamieszki stanowią sprawę wewnętrzną tego kraju. Przewodniczący Chińskiej Republiki Ludowej Hu Jintao również wezwał do zakończenia starć i potwierdził wsparcie jego kraju dla kirgiskich władz.

## Eskalacja konfliktu

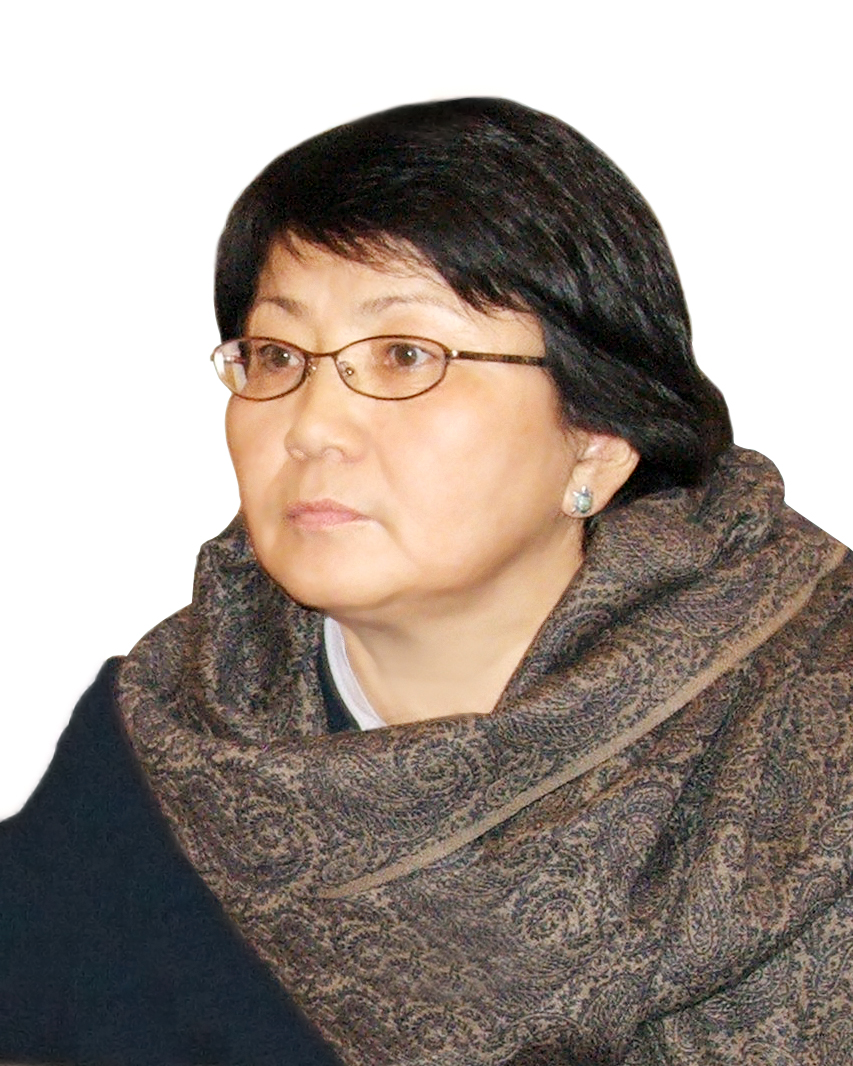
Roza Otunbajewa, prezydent Kirgistanu od 2010

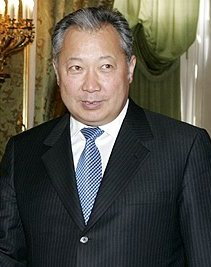
Były prezydent Kirgistanu, Kurmanbek Bakijew

12 czerwca 2010 doszło do dalszej eskalacji konfliktu. Siły rządowe nie radziły sobie z powstrzymaniem przemocy. Kirgiski rząd ogłosił stan wyjątkowy również w pobliskim Dżalalabadzie. Prezydent Otunbajewa w telewizyjnym orędziu stwierdziła, że sytuacja w Osz pozostaje „poza kontrolą” i zwróciła się do Rosji z prośbą o pomoc i interwencję wojskową. W odpowiedzi rzecznik rosyjskiego prezydenta stwierdziła, że Rosja w obecnej sytuacji nie wyśle wojsk, lecz udzieli Kirgistanowi potrzebnej pomocy humanitarnej. Rzecznik prezydenta uznała wydarzenia za „konflikt wewnętrzny, który póki co wyklucza udział Rosji w jego rozwiązaniu”. Rosja jeszcze tego samego dnia przysłała do Kirgistanu samolot z pomocą medyczną, gotowy do ewakuacji rannych do rosyjskich szpitali. Minister spraw zagranicznych Uzbekistanu wyraził „poważne zaniepokojenie” zamieszkami w Osz, stwierdzając, że „istnieją podstawy wnioskować, że wydarzenia te są zorganizowane, koordynowane i sprowokowane”. UE wysłała do Kirgistanu specjalnego wysłannika Pierre’a Morela w celu oceny sytuacji i potrzeb humanitarnych. Stany Zjednoczone poparły wysiłki podejmowane przez ONZ i OBWE w celu przywrócenia pokoju i porządku.
Otunbajewa o wszczęcie przemocy oskarżyła zwolenników byłego prezydenta Bakijewa, którzy mieli dążyć do destabilizacji kraju przed planowanym na 27 czerwca 2010 referendum konstytucyjnym. Kubatbek Bajbołow, dowódca wojska w Dżalalabadzie, stwierdził, że niepokoje „są niczym więcej niż próbą zwolenników i krewnych Bakijewa na zdobycie władzy”. Władze wydały dekret zezwalający wojsku na otwieranie ognia na terenach objętych stanem wyjątkowym w przypadku konieczności obrony cywilów, samoobrony oraz na wypadek zmasowanego ataku zbrojnego. Ogłosiły również mobilizację rezerwistów. Ministerstwo Zdrowia poinformowało, że do wieczora 12 czerwca zginęło co najmniej 77 osób, a ponad tysiąc zostało rannych.
13 czerwca 2010 zamieszki nasiliły się. Rząd rozszerzył stan wyjątkowy na cały obwód dżalalabadzki. Według relacji świadków Kirgizi kontynuowali strzelanie do Uzbeków i podpalanie ich domów i majątku. Ministerstwo Zdrowia poinformowało, że do wieczora 13 czerwca w wyniku starć zginęło co najmniej 113 osób, a ponad 1,4 tys. zostało rannych. 13 czerwca Rosja przysłała do swojej bazy wojskowej w Kant oddział 150 spadochroniarzy w celu wzmocnienia jej ochrony. Prezydent Miedwiediew zapowiedział natomiast, że kwestię reakcji na zamieszki poruszy w czasie najbliższego spotkania Organizacji Układu o Bezpieczeństwie Zbiorowym. Sekretarz generalny ONZ Ban Ki-moon wyraził zaniepokojenie skalą konfliktu i wysłał do Biszkeku swojego przedstawiciela. Czerwony Krzyż stwierdził, że sytuacja humanitarna w Kirgistanie „staje się krytyczna”. 13 czerwca 2010 głos z Białorusi zabrał były prezydent Bakijew, który odrzucił kierowane pod jego adresem oskarżenia o inspirowanie zamieszek i uznał je za „bezwstydne kłamstwa”. Bakijew zarzucił rządowi tymczasowemu niekompetencję i niezdolność zaprowadzenia porządku, apelując do OUBZ o przysłanie sił wojskowych. 14 czerwca 2010, w czasie nadzwyczajnego spotkania, przedstawiciele państw wchodzących w skład OUBZ (Rosja, Białoruś, Armenia, Kazachstan, Uzbekistan, Kirgistan, Tadżykistan) uzgodnili udzielenie pomocy rządowi w Kirgistanie w postaci przysłania helikopterów i zaopatrzenia dla wojska. Prezydent Miedwiediew zasugerował zwołanie kolejnego spotkania przedstawicieli OUBZ w przypadku pogorszenia się sytuacji.
14 czerwca 2010 walki w Osz i Dżalalabadzie trwały dalej. Ministerstwo Zdrowia poinformowało, że w wyniku starć zginęło już co najmniej 138 osób, a ponad 1700 zostało rannych. Jednak świadkowie i pracownicy międzynarodowych organizacji uważali, że liczna ta jest niedoszacowana. Z rejonu walk ewakuowanych zostało 950 obcokrajowców, głównie Rosjan, Pakistańczyków i Hindusów. 15 czerwca 2010 zamieszki na południu Kirgistanu zaczęły słabnąć. Liczba ofiar według oficjalnych danych wzrosła do 176 zabitych i ponad 1800 rannych, jednak sama Otunbajewa przyznała, że rzeczywista liczba ofiar może być kilkukrotnie wyższa. Rząd tymczasowy 15 czerwca uznał, że nie ma już potrzeby interwencji zagranicznych sił pokojowych, wyrażając nadzieję za samodzielnie radzenie sobie z sytuacją. Otunbajewa, w odpowiedzi na wcześniejsze apele UE i ONZ o nieprzekładanie terminu referendum pomimo zamieszek, ogłosiła, że będzie zabiegać do końca, żeby głosowanie odbyło się zgodnie z planem 27 czerwca. 16 czerwca 2010 dochodziło jeszcze do pojedynczych przypadków przemocy. Ulice Osz i Dżalalabadu były patrolowane przez siły wojskowe. Oficjalny bilans ofiar wzrósł do 187 osób i prawie 2000 rannych, jednak również zdaniem Czerwonego Krzyża prawdziwa liczba zabitych była z pewnością wyższa, gdyż część z rodzin zgodnie z muzułmańską tradycją natychmiast grzebała swoich krewnych przed ich identyfikacją. 18 czerwca oficjalny bilans zabitych wzrósł do 191 osób. Otunbajewa stwierdziła jednak, że prawdziwa liczba ofiar może być 10 razy wyższa i oscylować wokół 2000 zabitych. Podkreśliła, że dokładna liczba zabitych pozostanie nieznana. Wizytując po raz pierwszy tereny dotknięte przemocą, w czasie pobytu w Oszu zapowiedziała odbudowę miasta w celu umożliwienia uchodźcom powrotu do domów. 18 czerwca 2010 do Kirgistanu przybył specjalny wysłannik USA, Robert Blake, który odwiedził obozy uchodźców w Uzbekistanie i spotkał się z kirgiskimi władzami. Wezwał on kirgiski rząd do podjęcia natychmiastowych kroków w celu zakończenia przemocy, stworzenia warunków dla bezpiecznego powrotu uchodźców i zaapelował o wszczęcie międzynarodowego dochodzenia w sprawie zamieszek. 24 czerwca 2010 USA zadeklarowały przekazanie pomocy humanitarnej w wysokości 48 mln USD.

## Sytuacja uchodźców

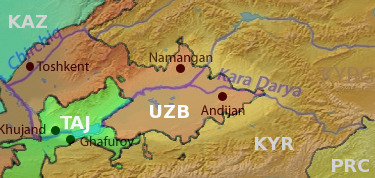
Pogranicze kirgisko-uzbeckie

Tysiące Uzbeków, którzy uciekli z rejonów objętych walkami, zgromadziło się na granicy kirgisko-uzbeckiej. Relacjonowali oni, że byli ostrzeliwani również przez siły wojskowe, czemu rząd stanowczo zaprzeczył. Według ich słów, do dzielnicy wjechały pojazdy opancerzone, które rozpoczęły strzelanie do ludności, torując drogę kirgiskim gangom. Z powodu niepokojów granice z Kirgistanem zamknął Tadżykistan i ChRL. Granica z Uzbekistanem pozostała otwarta, co umożliwiło uzbeckiej ludności jej przekraczanie. Liczba uchodźców przekraczających uzbecką granicę rosła z dnia na dzień. 13 czerwca 2010 Ministerstwo Spraw Nadzwyczajnych Uzbekistanu szacowało ich liczbę na 30 tys. osób. Według doniesień agencji RIA Novosti, powołującej się na uzbeckiego urzędnika, granicę miało natomiast przekroczyć ok. 75 tys. osób. Międzynarodowy Czerwony Krzyż ocenił, że liczbę uchodźców należy określać w tysiącach. 14 czerwca Międzynarodowy Komitet Czerwonego Krzyża szacował liczbę uchodźców w Uzbekistanie na 85 tys. osób oraz dodatkowych 15 tys. zgromadzonych na granicy. Większość z nich stanowiły kobiety, dzieci i osoby starsze. Uzbekistan utworzył prowizoryczne obozy dla napływających ludzi i zaapelował o międzynarodową pomoc w tym zakresie. Urząd UNHCR zapowiedział dostarczenie pomocy uchodźców, których liczbę określił na 75 tys. Wysoki Komisarz Narodów Zjednoczonych do spraw Praw Człowieka Navanethem Pillay zaapelowała do kirgiskich władz o szybkie stłumienie walk, dodając, że istnieją dowody na pozbawione skrupułów zabójstwa, w tym również dzieci oraz gwałty. ONZ zaapelowała do Kirgistanu o stworzenie korytarza humanitarnego dla ludności dotkniętej walkami i wezwała społeczność międzynarodową do udzielenia pomocy Uzbekistanowi w jego wysiłkach na rzecz przyjęcia fali uchodźców. 15 czerwca UNHCR oszacował liczbę wszystkich zmuszonych do ucieczki i porzucenia swoich domostw na 200 tys. osób. Zgodnie z zapowiedzią rozpoczął także akcję dostarczania do Uzbekistanu niezbędnych środków pierwszej potrzeby, jak namioty, koce, prześcieradła, śpiwory czy zestawy sprzętu gospodarstwa domowego.
16 czerwca 2010 do uzbeckiego miasta Andiżan dotarła pomoc humanitarna UNHCR. Rosja przysłała 42 tony środków pomocowych do Biszkeku, a FAO 3 tys. ton żywności. Komisarz UE spraw pomocy humanitarnej Kristalina Georgiewa zapowiedziała przekazane Kirgistanowi pomocy finansowej w wysokości 5 mln euro. 17 czerwca 2010 ONZ ogłosiła, że całkowita liczba uchodźców osiągnęła poziom 400 tys. osób, w tym 100 tys. przebywających w obozach w Uzbekistanie. Czerwony Krzyż nazwał sytuację „ogromnym kryzysem”. WHO orzekła, że ogółem zamieszki dotknęły w sposób bezpośredni lub pośredni do miliona osób. ONZ zaapelowała o pomoc w zebraniu 71 mln USD potrzebnych na pomoc dla poszkodowanych.
W ostatnich dwóch tygodniach czerwca tysiące Uzbeków rozpoczęło powrót do porzuconych domostw w Kirgistanie. Według szacunków ONZ do 25 czerwca 2010 wróciło 100 tys. uchodźców.

## Sytuacja po zamieszkach
20 czerwca 2010 rząd przedłużył obowiązywanie stanu wyjątkowego w południowym rejonie kraju do 25 czerwca 2010. Wojsko rozpoczęło w Osz demontaż ulicznych barykad otaczających osiedla zamieszkane przez Uzbeków. 21 czerwca 2010 siły wojskowe starły się z grupą Uzbeków w miejscowości Naryman w pobliżu Oszu. Według oficjalnych źródeł zginęły 2 osoby, a powodem starcia był ostrzał sił rządowych przez bojówkarzy. Zdaniem obrońców praw człowieka do potyczki doszło w czasie patrolu służb w uzbeckiej dzielnicy i był on odpowiedzią na wcześniejsze zabójstwo funkcjonariusza policji. 21 czerwca oficjalna liczba zabitych w czasie zamieszek wzrosła do 208 osób, a 28 czerwca do 294. Pod koniec czerwca władze przedłużyły obowiązywanie godziny policyjnej na południu kraju do 10 sierpnia 2010.
W połowie lipca 2010 wicepremier Azimbek Beznazarow poinformował, że potwierdzona liczba ofiar w czasie zamieszek wyniosła co najmniej 893 zabitych.
22 lipca 2010 OBWE zatwierdziła wysłanie w połowie sierpnia do Kirgistanu misji pokojowej na okres 4 miesięcy, składającej się z 52 nieuzbrojonych funkcjonariuszy policji. Jej celem miała być pomoc w przywracaniu pokoju oraz szkolenie, doradztwo i monitorowanie kirgiskiej policji. Wysiłki te miały przyczynić się do przywrócenia zaufania do służb mundurowych wśród społeczności uzbeckiej, zdaniem której wielu kirgiskich funkcjonariuszy nie pomagało jej w czasie zamieszek lub wręcz uczestniczyło w atakach.
W lipcu 2010 na południu Kirgistanu rozpoczął się również program odbudowy zniszczeń sfinansowany przez UNDP, który do końca 2010 przeznaczył na ten cel 1,4 mln USD. W jego ramach ponad 1,1 tys. specjalnie zatrudnionych kirgiskich pracowników przystąpiło do naprawy dróg, systemów nawadniających oraz sprzątania ulic.